# Оддер (велоклуб)
Велосипедный клуб Оддера (дат. Odder Cykel Klub, Odder CK) — датский любительский велосипедный клуб, расположенный в городе Оддер.

## История клуба
Идея создания велоклуба возникла в тот вечер, когда Нильс Фредборг выиграл олимпийское золото в 1972 году в Мюнхене. Три энтузиаста велоспорта — Джек Йенсен, Элвин Йеппесен и Карстен Хассагер Педерсен, после этого начали создавать основу и 25 сентября того же года образовался велоклуб Оддера.
Первым спонсором клуба стала компания Vinduesfabrikken VIP-LET, которая помогла создать финансовую основу. Позже к ним добавился Kvickly в качестве главного спонсора, которым он остается и по сей день, как и несколько других спонсоров, присоединившихся к клубу за эти годы. Всего через два месяца после основания клуба была проведена первая велосипедная гонка. 25 ноября «Квикли — Кросс» прошел вокруг Resturent Skovbakken в Оддере, в нём приняли участие более 100 гонщиков. В первый год существования клуба, регулярно проводились уличные и шоссейные гонки. В те годы у гонок был постоянный участник — Могенс Фрей. Могенс не только участвовал, но и почти каждый раз побеждал. Публика собиралась в большом количестве, чтобы посмотреть на эти гонки, и нередко на них собиралось до 5000 зрителей. Праздничные корпоративные гонки также проводились каждый год.
В первый же год существования клуба было налажено сотрудничество с Horsens Amatør Cykelklub. Первое помещение клуба находилось в многоквартирном доме в Сковпаркен, позже оно располагалось за плавательным бассейном на Нёлеввее, а в 2001 году было открыто нынешнее помещение на Нёлеввее. В первые годы существования клуба команда состояла в основном из талантливых гонщиков, которые развивались с годами, и в 1976 году первый чемпионат стал домашним для клуба, когда Палле Редер Мадсен, Пребен Йессен, Стиг Йенсен и Хенрик Кристенсен выиграли чемпионат Ютландии в командной гонке на 50 км.
В честь 10-летия клуба была проведена двухдневная гонка с тремя этапами. Гонка была организована как открытая, что означало, что в ней могли участвовать и профессионалы. В качестве диктора гонки был приглашен датский диктор Гуннар «Ну» Хансен. Гонку выиграл датский профессионал того времени, Ким Андерсен.
В 1989 году клуб был организатором чемпионата Дании по шоссейному велоспорту, на котором присутствовало около 20 000 зрителей. Чемпионат выиграл Михаэль Гульдхаммер.
В 1997 году, в связи с 25-летием клуба, был проведен чемпионат Северных стран. Линейная гонка проходила по тому же маршруту, что и чемпионат Дании 1989 года, и её выиграл Франк Хёй.
В 1999 году велоклуб Оддера снова принимал национальный чемпионат, на этот раз для детей и молодежи. Мероприятие прошло с большим успехом и в то время установило новые стандарты в организации детских и юношеских чемпионатов. В том же году у клуба появилась своя команда UCI под названием Team Kvickly Odder — Tuborg Sport. В 2020 году она стала командой юниоров, была включена в велоспортивный союз Дании и получила название Team OK Kvickly Odder. Клубная команда гонщиков до 19 лет выступает под названием Team Vifra Kvickly Odder.
Велоклуб Оддера является организатором многодневки Тур Химмельфарта с 2003 года. Эта многодневка сегодня превратилась в крупнейшую гонку такого рода в Северной Европе.

## Team Kvickly Odder Junior

### Сезон 2024 года
| Состав 2024               | Состав 2024      | Состав 2024                 | Состав 2024 |
| Гонщик                    | Дата рождения    | Предыдущая команда          |             |
| ------------------------- | ---------------- | --------------------------- | ----------- |
| Tobias Færch              | 6 ноября 2007    | Cykling Odense (2023)       |             |
| Angus Halle               | 11 сентября 2007 | Odder Cykel Klub (2023)     |             |
| Albert Hansgaard Jensen   | 26 августа 2007  | Cykling Odense (2023)       |             |
| Bastian Maxim             | 20 августа 2006  | Odder Cykel Klub (2023)     |             |
| Mathias Post              | 22 ноября 2007   | Odder Cykel Klub (2023)     |             |
| Villads Skovgaard         | 11 июля 2007     | Cykle Klubben Aarhus (2023) |             |
| Thor Vangsø Nielsen       | 26 июня 2006     | Cykle Klubben Aarhus (2023) |             |
| Mikkel Weigelt            | 5 ноября 2007    | Odder Cykel Klub (2023)     |             |
|                           |                  |                             |             |
| Источник: ProCyclingStats |                  |                             |             |

| Победы | Победы | Победы | Победы     | Победы | Победы |
| Дата   | Гонка  | Кат.   | Победитель |        |        |
| ------ | ------ | ------ | ---------- | ------ | ------ |

## Известные члены клуба
- Каспер Асгрин
- Мишель Лауге Куоде[дат.]
- Тайеб Браикиа[дат.]
- Юли Лет[дат.]
- Мадс Кристенсен
- Петер Мейнерт
- Клаус Кюнде
- Кристиан Моберг[дат.]
- Джон Никлассон
- Алекс Педерсен
- Анника Лангвад
- Йонас Вингегор (2014—2016)
- Андре Стенсен[3][4]